# Communauté de communes du Pays-des-Achards
Pour les articles homonymes, voir Achard et CCPA.
La communauté de communes du Pays-des-Achards (CCPA), généralement appelée « le Pays-des-Achards », est une intercommunalité à fiscalité propre française située dans le département de la Vendée et la région des Pays-de-la-Loire.
Mise en place en 1993 sous le statut juridique de communauté de communes à la suite d’un arrêté préfectoral de 1992, elle réunit à l’origine dix des douze communes du canton de La Mothe-Achard. Après l’intégration de Beaulieu-sous-la-Roche en 2010, le territoire communautaire est amputé de Saint-Mathurin en 2017, la commune ayant rejoint la communauté d’agglomération des Sables-d’Olonne-Agglomération. En 2017, la structure intercommunale compte 9 communes adhérentes.
À partir de 2010, son siège est localisé dans la zone d’activités Sud-Est-des-Achards (devenue zone d’activités Sud-Est), entre les agglomérations de la Mothe et de la Chapelle-Achard, actuellement sur le territoire de la commune des Achards, et anciennement sur celui de celle de La Chapelle-Achard, disparue en 2016. Le maire de Sainte-Flaive-des-Loups Patrice Pageaud préside le conseil de la communauté de communes à partir de 2014.

## Géographie

### Localisation
La communauté de communes du Pays-des-Achards est localisée à l’ouest du département de la Vendée. 
| Pays-de-Saint-Gilles-Croix-de-Vie-Agglomération         | Pays-de-Saint-Gilles-Croix-de-Vie-Agglomération Communauté de communes Vie-et-Boulogne | Communauté de communes Vie-et-Boulogne La Roche-sur-Yon-Agglomération |
| Les Sables-d’Olonne-Agglomération                       | communauté de communes du Pays-des-Achards                                             | La Roche-sur-Yon-Agglomération                                        |
| Les Sables-d’Olonne-Agglomération Vendée-Grand-Littoral | Vendée-Grand-Littoral                                                                  | Vendée-Grand-Littoral                                                 |

### Relief, hydrographie et paysages
La communauté de communes du Pays-des-Achards s’étend sur 226,66 km2.
Plusieurs cours d’eau traversent le territoire communautaire, en particulier le Jaunay et l’Auzance. Les communes relèvent des schémas d’aménagement et de gestion des eaux d’« Auzance, Vertonne et cours d’eau côtiers » (Les Achards, Le Girouard, Martinet, Nieul-le-Dolent, Sainte-Flaive-des-Loups, Saint-Georges-de-Pointindoux et Saint-Julien-des-Landes), du « Lay » (Nieul-le-Dolent et Sainte-Flaive-des-Loups) et de « Vie et Jaunay » (Beaulieu-sous-la-Roche, La Chapelle-Hermier, Martinet, Sainte-Flaive-des-Loups, Saint-Georges-de-Pointindoux et Saint-Julien-des-Landes). Quatre barrages se trouvent sur le territoire de la communauté de communes : la Birotière (commune de Nieul-le-Dolent), la Gélonnière (commune de Saint-Julien-des-Landes), le Grand-Douard (commune des Achards) et la Mainzerie (commune du Girouard),.
Un Atlas de paysages des Pays-de-la-Loire élaboré entre 2013 et 2016 rattache les communes adhérant à la communauté de communes à plusieurs sous-ensembles paysagers : le « bas-bocage » (Beaulieu-sous-la-Roche, Nieul-le-Dolent, Sainte-Flaive-des-Loups et Saint-Georges-de-Pointindoux), les « plateaux bocagers des vallées de la Vie et du Jaunay » (Les Achards, Beaulieu-sous-la-Roche, La Chapelle-Hermier, Martinet, Saint-Georges-de-Pointindoux et Saint-Julien-des-Landes) et l’« arrière-pays des Olonnes et du Talmondais » (Les Achards, Nieul-le-Dolent, Sainte-Flaive-des-Loups, Saint-Georges-de-Pointindoux et Saint-Julien-des-Landes).

### Milieux naturels et biodiversité
Deux zones naturelles d’intérêt écologique, faunistique et floristique (ZNIEFF) couvrent le territoire de la communauté de communes du Pays-des-Achards,. :
- vallée et côteaux du Garandeau, de type I, sur le territoire des communes du Girouard, de Nieul-le-Dolent et de Sainte-Flaive-des-Loups ;
- bocage à chêne tauzin entre les Sables-d’Olonne et la Roche-sur-Yon, de type II, sur le territoire de l’ensemble des communes adhérentes à la communauté de communes.

## Urbanisme

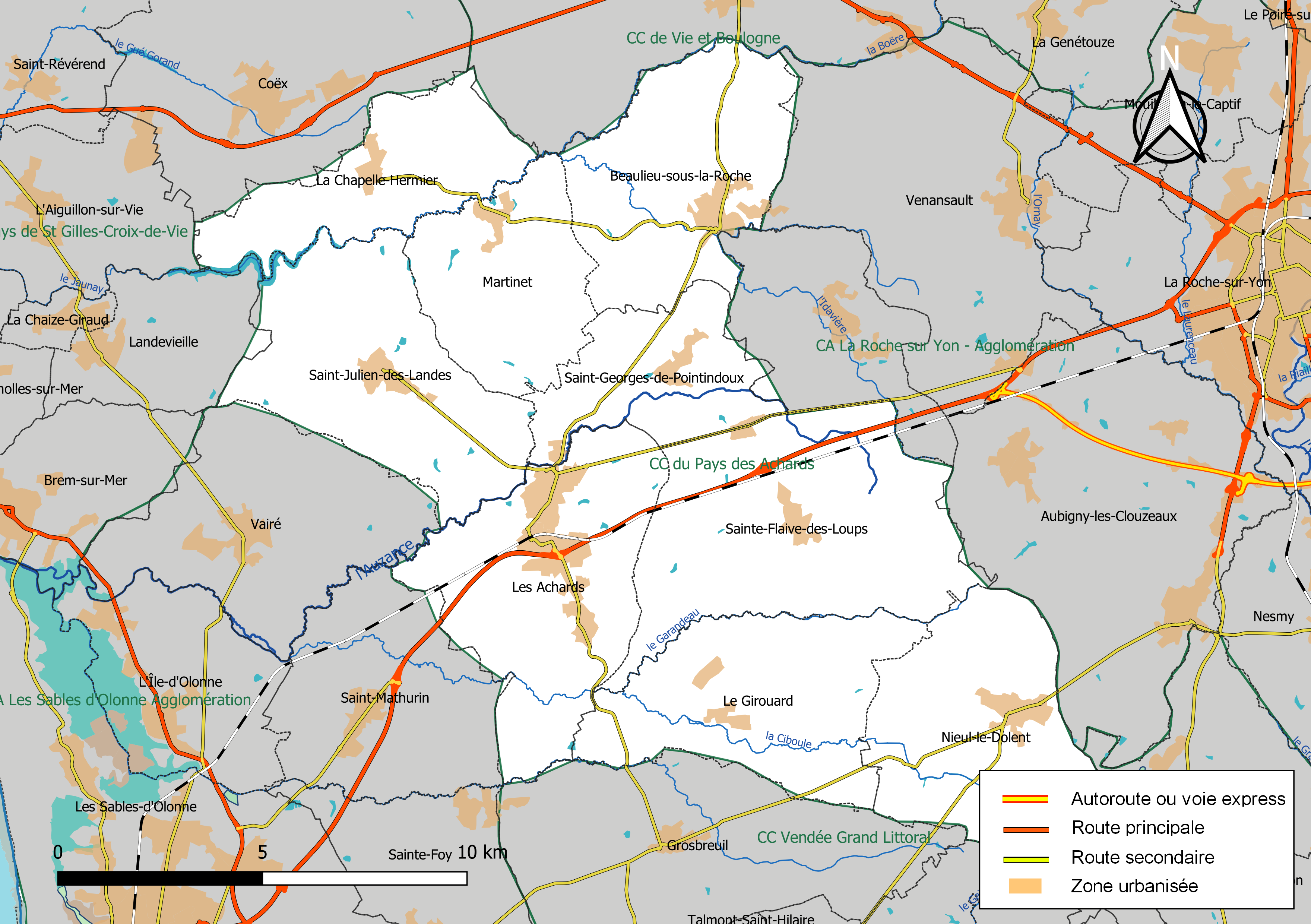
Carte de la communauté de communes du Pays-des-Achards au 1 janvier 2019.

### Morphologie urbaine
Sur le plan urbain, l’Institut national de la statistique et des études économiques répertorie l’ensemble des communes du territoire communautaire comme rurales. Dans la grille communale de densités, l’organisme classe la seule commune du Girouard dans la catégorie « rural à habitat dispersé », les autres — Les Achards, Beaulieu-sous-la-Roche, La Chapelle-Hermier, Martinet, Nieul-le-Dolent, Sainte-Flaive-des-Loups, Saint-Georges-de-Pointindoux et Saint-Julien-des-Landes — relevant à son sens des « bourgs ruraux ».

### Voies de communication
La communauté de communes du Pays-des-Achards est traversée d’est en ouest par la route départementale 160 reliant Mortagne-sur-Sèvre aux Sables-d’Olonne (ancienne nationale reliant Saumur aux Sables). Cet axe assure en voies rapides la liaison entre les agglomérations sablaise et yonnaise, les deux plus peuplées du département.

### Énergie
Plusieurs parcs éoliens sont implantés sur le territoire communautaire : les Éoliennes de Nieul-le-Dolent, sur le territoire des communes de Nieul-le-Dolent et de Sainte-Flaive-des-Loups ; le Parc éolien NORDEX IV et le Parc éolien de La Chapelle-Hermier et Coëx, sur celui de La Chapelle-Hermier. Toutefois, les mâts et les autorisations éoliennes sont limités aux seuls territoires de Nieul-le-Dolent et La Chapelle-Hermier,.

## Toponymie
À l’instar de plusieurs structures intercommunales du département de la Vendée, son appellation légale reprend une forme classique : la première partie reprend la nature juridique de l’intercommunalité, communauté de communes ; la seconde, déterminative, utilise le toponyme d’Achard, employé au pluriel, ainsi que la terminologie de pays qui fait référence à un territoire restreint.

## Histoire
L’intercommunalité est créée par l’arrêté préfectoral du 29 décembre 1992 autorisant la création de la communauté de communes du Pays-des-Achards. Alors que sa fondation est rendue possible par la loi du 6 février 1992 relative à l’administration territoriale de la République, elle est l’un des cent premiers établissements publics de coopération intercommunale à fiscalité propre ayant la forme d’une communauté de communes à voir le jour en France. Le conseil communautaire inaugural suivant l’érection de la structure intercommunale se tient en janvier 1993 dans la mairie de La Chapelle-Achard. Il réunit à l’origine des délégués communautaires provenant de dix communes : La Chapelle-Achard, La Chapelle-Hermier, Le Girouard, Martinet, La Mothe-Achard, Nieul-le-Dolent, Sainte-Flaive-des-Loups, Saint-Georges-de-Pointindoux, Saint-Julien-des-Landes et Saint-Mathurin,.
À la suite d’un vote en conseil municipal le 1er octobre 2009, la commune de Beaulieu-sous-la-Roche intègre l’intercommunalité à compter du 1er janvier 2010, conformément à l’arrêté autorisant la modification des statuts de la communauté de communes du Pays-des-Achards du 9 décembre 2009,.
Alors que la loi portant nouvelle organisation territoriale de la République abaisse le seuil de pérennité d’une communauté de communes à 15 000 habitants à la quasi-totalité des structures intercommunales de France, une révision du schéma départemental de coopération intercommunale (SDCI) de la Vendée est lancée au milieu des années 2010. La commission départementale de coopération intercommunale, qui valide le projet le 29 mars 2016, propose de ne pas dissoudre la communauté de communes du Pays-des-Achards, mais d’en modifier le périmètre en distrayant la commune de Saint-Mathurin pour l’attribuer à la future communauté d’agglomération autour des Sables-d’Olonne. Ce changement est entériné par l’arrêté préfectoral du 12 décembre 2016 qui fait adhérer Saint-Mathurin aux Sables-d’Olonne-Agglomération à compter du 1er janvier 2017,,.

## Politique

### Communes adhérentes
Au 14 février 2024, 9 communes sont rattachées à la communauté de communes du Pays-des-Achards.
| Commune                      | Adhésion des communes par date | Adhésion des communes par date | Adhésion des communes par date |
| Commune                      | 1er janvier 1993               | 1er janvier 2010               | 1er janvier 2017               |
| ---------------------------- | ------------------------------ | ------------------------------ | ------------------------------ |
| Les Achards                  | Inexistante                    | Inexistante                    | ✓                              |
| Beaulieu-sous-la-Roche       | Non adhérente                  | ✓                              | ✓                              |
| La Chapelle-Achard           | ✓                              | ✓                              | Dissoute                       |
| La Chapelle-Hermier          | ✓                              | ✓                              | ✓                              |
| Le Girouard                  | ✓                              | ✓                              | ✓                              |
| Martinet                     | ✓                              | ✓                              | ✓                              |
| La Mothe-Achard              | ✓                              | ✓                              | Dissoute                       |
| Nieul-le-Dolent              | ✓                              | ✓                              | ✓                              |
| Sainte-Flaive-des-Loups      | ✓                              | ✓                              | ✓                              |
| Saint-Georges-de-Pointindoux | ✓                              | ✓                              | ✓                              |
| Saint-Julien-des-Landes      | ✓                              | ✓                              | ✓                              |
| Saint-Mathurin               | ✓                              | ✓                              | Non adhérente                  |

### Conseil communautaire

#### Répartition des sièges avant 2014
À la suite de l’arrêté préfectoral de 2009 modifiant les statuts communautaires, la communauté de communes est administrée à partir du 1er janvier 2010 par un conseil communautaire composé de délégués communautaires titulaires désignés par les conseils municipaux selon le poids démographique de chaque commune adhérente (chacune d’entre elles admettant par ailleurs un délégué suppléant) : 
- un seul pour les communes de moins de 1 000 habitants ;
- deux pour celles dont la population est comprise entre 1 000 et 1 999 habitants ;
- trois pour les communes de plus de 2 000 habitants[ν].

#### Répartition des sièges depuis 2014
À partir de 2014, le mode de répartition des sièges a évolué au gré des évolutions démographiques et des modifications des adhésions municipales. Il est à chaque fois entériné par un arrêté préfectoral, avant le début de mandat ou tout changement de nature à modifier la répartition des sièges de délégués.
Un arrêté préfectoral pris en 2013 et s’appliquant à l’issue du renouvellement communautaire de 2014 fixe initialement la répartition des délégués titulaires de la communauté de communes. Toutefois, à la suite de la fusion des communes adhérentes de La Chapelle-Achard et de La Mothe-Achard au sein de la commune nouvelle des Achards et la désadhésion de Saint-Mathurin, un autre arrêté préfectoral daté de 2016 concernant la composition du conseil communautaire s’applique à partir du 1er janvier 2017,.
En 2019, un nouvel arrêté préfectoral met en place un nouveau mode de répartition des sièges à compter du renouvellement communautaire de 2020. Il est qualifié de répartition de droit commun par la base nationale sur l’intercommunalité et autres collectivités,.
| Commune                      | Nombre de délégués communautaires titulaires | Nombre de délégués communautaires titulaires | Nombre de délégués communautaires titulaires |
| Commune                      | Au 16 avril 2014                             | Au 1er janvier 2017                          | Au 3 juin 2020                               |
| ---------------------------- | -------------------------------------------- | -------------------------------------------- | -------------------------------------------- |
| Les Achards                  | Inexistante                                  | 7                                            | 8                                            |
| Beaulieu-sous-la-Roche       | 3                                            | 3                                            | 4                                            |
| La Chapelle-Achard           | 3                                            | Dissoute                                     | Dissoute                                     |
| La Chapelle-Hermier          | 1                                            | 1                                            | 2                                            |
| Le Girouard                  | 1                                            | 1                                            | 2                                            |
| Martinet                     | 1                                            | 1                                            | 2                                            |
| La Mothe-Achard              | 4                                            | Dissoute                                     | Dissoute                                     |
| Nieul-le-Dolent              | 3                                            | 3                                            | 4                                            |
| Sainte-Flaive-des-Loups      | 3                                            | 3                                            | 4                                            |
| Saint-Georges-de-Pointindoux | 2                                            | 2                                            | 3                                            |
| Saint-Julien-des-Landes      | 2                                            | 2                                            | 3                                            |
| Saint-Mathurin               | 3                                            | Non adhérente                                | Non adhérente                                |
|                              | 26 délégués                                  | 23 délégués                                  | 32 délégués                                  |

### Compétences
Selon la base nationale sur l’intercommunalité et autres collectivités, la communauté de communes exerce 37 compétences dont 13 obligatoires et 24 facultatives au 14 février 2024.

### Participation à d’autres groupements
| Groupement | No SIREN    | Type   |
| --- | ----------- | ------ |
| Vendée Cœur Océan (portant le Scot)                                                                                               | 200 033 926 | Fermé  |
| Syndicat pour la gestion en tant qu’organisateur secondaire du transport scolaire vers les établissements scolaires d’Aizenay     | 200 040 434 | Fermé  |
| Vendée Eau | 258 500 222 | Fermé  |
| Syndicat mixte départemental d’études et de traitement des déchets ménagers et assimilés de Vendée (« Trivalis » commercialement) | 258 502 962 | Fermé  |
| Syndicat mixte e-collectivités | 200 043 115 | Ouvert |
| Syndicat mixte Auzance, Vertonne et cours d’eau côtiers                                                                           | 258 503 226 | Fermé  |
| Syndicat mixte des marais de la Vie, du Ligneron et du Jaunay                                                                     | 258 501 923 | Fermé  |
| Syndicat départemental d’énergie et d’équipement de la Vendée (Sydev)                                                             | 200 042 489 | Fermé  |

### Régime fiscal et budget

#### Régime fiscal
Le mode de financement de la structure intercommunale est celui de la fiscalité professionnelle unique. La redevance d’enlèvement des ordures ménagères est préférée à la taxe.

#### Budget et fiscalité
| Postes                                                                                          | 2007  | 2008  | 2009  | 2010  | 2011   | 2012   | 2013   | 2014   | 2015   | 2016   | 2017   | 2018   | 2019   | 2020   | 2021   | 2022   | 2023   |
| ----------------------------------------------------------------------------------------------- | ----- | ----- | ----- | ----- | ------ | ------ | ------ | ------ | ------ | ------ | ------ | ------ | ------ | ------ | ------ | ------ | ------ |
| Produits de fonctionnement                                                                      | 4 686 | 4 398 | 7 108 | 8 837 | 9 178  | 8 585  | 11 123 | 14 605 | 10 852 | 11 751 | 13 523 | 15 511 | 16 541 | 14 768 | 18 947 | 20 686 | 21 361 |
| Charges de fonctionnement                                                                       | 2 919 | 2 412 | 4 663 | 4 606 | 4 759  | 5 633  | 8 246  | 10 668 | 10 852 | 9 239  | 12 321 | 13 236 | 15 522 | 15 424 | 16 696 | 19 209 | 18 896 |
| Ressources d’investissement                                                                     | 3 650 | 1 457 | 2 782 | 5 854 | 10 559 | 11 585 | 2 755  | 7 627  | 13 341 | 12 337 | 5 188  | 10 979 | 9 293  | 8 023  | 6 147  | 9 731  | 6 104  |
| Emplois d’investissement                                                                        | 2 143 | 1 947 | 4 983 | 8 683 | 8 491  | 9 020  | 8 420  | 5 236  | 11 219 | 12 649 | 5 037  | 10 538 | 8 661  | 7 519  | 8 154  | 6 268  | 5 997  |
| Encours de la dette                                                                             | 1 831 | 1 748 | 1 656 | 5 020 | 7 495  | 9 524  | 8 643  | 9 183  | 6 909  | 8 730  | 8 621  | 10 266 | 9 272  | 9 532  | 8 822  | 9 254  | 9 312  |
| Source : ministère de l’Économie, des Finances et de la Souveraineté industrielle et numérique. |       |       |       |       |        |        |        |        |        |        |        |        |        |        |        |        |        |

## Administration

### Présidents du conseil communautaire
| Période        | Période                   | Identité         | Étiquette | Qualité |
| -------------- | ------------------------- | ---------------- | --------- | --- |
| Janvier 1993,  | 1995,                     | Michel Breton    | RPR       | Conseiller agricole Maire de La Mothe-Achard (1971-2001), Conseiller général de la Vendée, élu dans la canton de La Mothe-Achard (1982-2001), |
| 1995,          | Avril 2001                | Joseph Merceron  |           | Cadre bancaire Maire de Nieul-le-Dolent (1989-2014) Conseiller général de la Vendée, élu dans la canton de La Mothe-Achard (2001-2015)        |
| Avril 2001,    | 16 avril 2014             | Ernest Navarre,  |           | Cadre bancaire Maire de Sainte-Flaive-des-Loups (1989-2008)                                                                                   |
| 16 avril 2014, | En cours (au 3 juin 2020) | Patrice Pageaud, |           | Cadre bancaire Maire de Sainte-Flaive-des-Loups (à partir de 2008),                                                                           |

### Siège
Le siège de la communauté de communes se trouve au 2, rue Michel-Breton, dans la zone d’activités Sud-Est, sur le territoire de la commune des Achards,.
Un premier bâtiment accueillant le siège communautaire est construit en 1998 dans la zone d’activités Sud-des-Achards. Alors qu’une étude présentée en octobre 2007 indique que la construction de nouveaux locaux ne coûterait pas plus cher que l’agrandissement du siège, un budget d’investissements visant à créer un nouvel espace est validé en mars 2009. En cours de construction en 2010, le nouveau siège communautaire accueille à partir du 19 août 2010 les services de la communauté de communes au 2, rue Michel-Breton, dans ce qui est appelé à l’époque la zone d’activités Sud-Est-des-Achards, sur le territoire de la commune de La Chapelle-Achard. Le siège est agrandi en 2018,,,,.

### Organisation
Sur le plan interne, les services de la communauté de communes sont dirigés politiquement par le président du conseil communautaire et par le directeur général des services du point de vue administratif. Ce dernier gère directement le service de communication et celui du centre aquatique et de l’EPS, ainsi que deux postes placés sous sa tutelle : un chargé de mission, conseiller en prévention, et, une directrice générale adjointe. Au niveau inférieur de l’organigramme, neuf personnes sont chargées de chapeauter différents « pôles ».

### Instances administratives
La communauté de communes du Pays-des-Achards dépend de l’arrondissement des Sables-d’Olonne, lui-même situé dans le département de la Vendée.

### Représentation extracommunautaire et ressorts électoraux
Plusieurs représentants sont élus dans le ressort territorial de la communauté de communes selon les échelons administratifs.
| Niveau        | Type d’élection                                                    | Assemblée                             | Scrutins                                         | Circonscription électorale            | Circonscription électorale | Représentants                                       |
| Niveau        | Type d’élection                                                    | Assemblée                             | Scrutins                                         | Intitulé de la division               | Communes concernées        | Représentants                                       |
| ------------- | ------------------------------------------------------------------ | ------------------------------------- | ------------------------------------------------ | ------------------------------------- | -------------------------- | --------------------------------------------------- |
| Départemental | Élection des conseillers généraux (dite cantonale)                 | Conseil général de la Vendée          | 1994, 2001 et 2008                               | Canton de La Mothe-Achard             | Toutes                     | Non concerné                                        |
| Départemental | Élection des conseillers départementaux (dite départementale)      | Conseil départemental de la Vendée    | 2015 et 2021                                     | Canton de Talmont-Saint-Hilaire       | Toutes                     | Deux conseillers départementaux                     |
| Régional      | Élection des conseillers régionaux (dite régionale)                | Conseil régional des Pays-de-la-Loire | 1998, 2004, 2010, 2015 et 2021                   | Section départementale de la Vendée   | Toutes                     | Dix-neuf conseillers régionaux                      |
| National      | Élection des députés (dite législative)                            | Assemblée nationale                   | 1993, 1997, 2002, 2007, 2012, 2017, 2022 et 2024 | Deuxième circonscription de la Vendée | Toutes                     | Un député                                           |
| National      | Élection des sénateurs (dite sénatoriale)                          | Sénat                                 | 1995, 2004, 2014 et 2020                         | Département de la Vendée              | Toutes                     | Trois sénateurs                                     |
| Supranational | Élection des représentants au Parlement européen (dite européenne) | Parlement européen                    | 1994, 1999, 2019 et 2024                         | France                                | Toutes                     | Quatre-vingt-un représentants au Parlement européen |
| Supranational | Élection des représentants au Parlement européen (dite européenne) | Parlement européen                    | 2004, 2009 et 2014                               | Ouest                                 | Toutes                     | Non concerné                                        |

## Population et société

### Démographie
| 1968  | 1975  | 1982   | 1990   | 1999   | 2006   | 2011   | 2016   | 2022   |
| ----- | ----- | ------ | ------ | ------ | ------ | ------ | ------ | ------ |
| 9 390 | 9 333 | 10 731 | 11 433 | 12 151 | 14 502 | 16 851 | 18 438 | 20 174 |

### Données démographiques et géographiques municipales
| Nom                          | Code Insee | Gentilé        | Superficie (km2) | Population (dernière pop. légale) | Densité (hab./km2) |
| ---------------------------- | ---------- | -------------- | ---------------- | --------------------------------- | ------------------ |
| Les Achards (siège)          | 85152      | Achardais      | 30,45            | 5 451 (2022)                      | 179                |
| Beaulieu-sous-la-Roche       | 85016      | Bellolocustres | 25,77            | 2 366 (2022)                      | 92                 |
| La Chapelle-Hermier          | 85054      | Chapelois      | 18,14            | 1 083 (2022)                      | 60                 |
| Le Girouard                  | 85099      | Girouardais    | 25,51            | 1 144 (2022)                      | 45                 |
| Marinet                      | 85138      | Martinéziens   | 18,4             | 1 199 (2022)                      | 65                 |
| Nieul-le-Dolent              | 85161      | Nieulais       | 28,02            | 2 546 (2022)                      | 91                 |
| Saint-Georges-de-Pointindoux | 85218      | Petindusiens   | 15,64            | 1 820 (2022)                      | 116                |

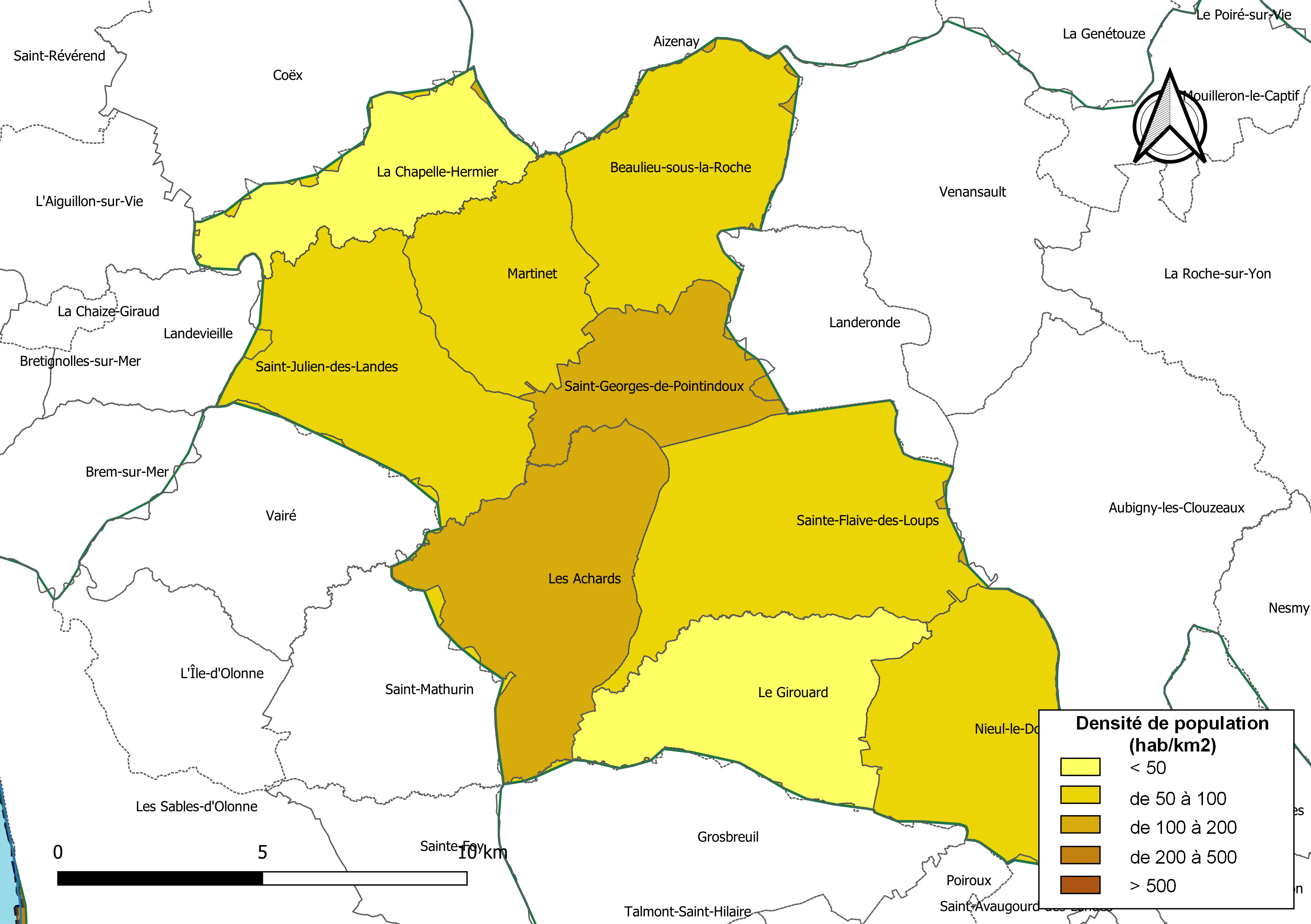
Carte des densités de population (millésimée 2016) des communes de la communauté de communes du Pays-des-Achards.

| Saint-Julien-des-Landes      | 85236      | Landais        | 28,45            | 2 018 (2022)                      | 71                 |
| Sainte-Flaive-des-Loups      | 85211      | Flavois        | 36,28            | 2 547 (2022)                      | 70                 |

## Culture locale et patrimoine

### Patrimoine culturel

Logotype de l’office de tourisme intercommunal à partir de 2018.

La communauté de communes exerce des compétences en matière de culture et animation en élaborant, finançant et mettant en œuvre les festivals « les Jaunay’stivales » et « les Hivernales ». En outre, elle gère un réseau de bibliothèques,.
En matière de tourisme, la structure intercommunale détient depuis sa création un office de tourisme, héritier d’une institution fondée en 1973 et subventionnée par plusieurs conseils municipaux, dont, initialement, celui de La Mothe-Achard, qui l’a hébergée dans le hall de sa mairie de 1982 à 1993. Il siège à partir de 1993 dans un bâtiment municipal de La Mothe-Achard situé au 56, rue Georges-Clemenceau, dans le bourg de la Mothe, racheté et détruit en 2012 par la communauté de communes pour en construire un autre au même endroit. Celui-ci se localise sur le territoire de la commune des Achards à partir de 2017. L’établissement actuel, qui est appelé commercialement office de tourisme du Pays des Achards, est créé le 1er janvier 2014,,.

### Logotype
Un premier logotype est utilisé par la communauté de communes dans les années 2000. Jean-Claude Artaud, graphiste à la Mothe, propose une nouvelle version de l’identité visuelle, qui, adoptée, est dévoilée le 24 avril 2009. Le conseil communautaire se dote d’un autre logotype et d’une nouvelle charte graphique à partir de mars 2018,,.

Logotype (2009-2018).
Logotype (2018-2024).
Logotype (à partir de 2025).